# جاك دودسون
جاك دودسون (بالإنجليزية: Jack Dodson)‏ مواليد 16 مايو 1931 في بيتسبرغ - الوفاة 16 سبتمبر 1994 في لوس أنجلوس، هو ممثل أمريكي بدأ مسيرته الفنية سنة 1960. من أعماله شيء ما شرير يأتي من هذا الطريق. امتدت مسيرته الفنية لأكثر من 34 عاما.

## روابط خارجية
- جاك دودسون على موقع IMDb (الإنجليزية)
- جاك دودسون على موقع قاعدة بيانات برودواي على الإنترنت (الإنجليزية)
- جاك دودسون على موقع إن إن دي بي (الإنجليزية)
- جاك دودسون على موقع قاعدة بيانات الفيلم (الإنجليزية)